# Krowy na wypasie
Krowy na wypasie lub Zagroda: Naprawdę imprezowe zwierzaki (ang. Barnyard: The Original Party Animals, 2006) – amerykańsko-niemiecki pełnometrażowy film animowany, wyprodukowany przez Nickelodeon.
Na podstawie filmu powstał serial animowany Nickelodeon pt. Zagroda według Otisa.

## Fabuła
Film w zabawny sposób opowiada o tym, co dzieje się w gospodarstwie wiejskim, gdy nie ma farmera. Nie zdajemy sobie sprawy, że zwierzęta potrafią chodzić, mówić i robić rzeczy takie same jak ludzkie stworzenia. Otis i jego odmienni przyjaciele lubią robić ludziom psikusy, śpiewać, tańczyć i imprezować. Rozpoczyna się jednak sezon na kojoty.

## Obsada
- Kevin James – Otis
- Sam Elliott – Ben
- David Koechner – Dag
- Courteney Cox – Daisy
- Danny Glover – Miles
- Jeff Garcia – Pip
- Wanda Sykes – Bessy
- Tino Insana – Pig
- Dom Irrera – Duke
- Cam Clarke – Freddy
- Rob Paulsen – Peck
- Andie MacDowell – Etta
- S. Scott Bullock – Eddy
- John Di Maggio –
  - Bud,
  - Officer O’Hanlon
- Maurice LaMarche – Igg
- Madeline Lovejoy – Maddy
- Earthquake – Root
- Steve Oedekerk – Pan Beady
- Maria Bamford – Pani Beady
- Fred Tatasciore – Farmer

## Wersja polska
Wersja polska: na zlecenie Canal+ – DubbFilm Studio

Reżyseria: Dobrosława Bałazy

Dialogi: Dorota Filipek-Załęska

Dźwięk i montaż: Joanna Wróblewska

Kierownictwo produkcji: Romuald Cieślak

Teksty piosenek: Bogusław Nowicki

Opracowanie muzyczne: Eugeniusz Majchrzak

W wersji polskiej wystąpili:
- Jakub Szydłowski – Otis
- Mirosław Zbrojewicz – Ben
- Piotr Kozłowski – Dug
- Joanna Koroniewska – Daisy
- Łukasz Lewandowski – Pik
- Waldemar Barwiński – Freddy
- Paweł Sanakiewicz – Prosiak
- Sławomir Pacek – Duke
- Jarosław Domin – Peck
- Krzysztof Szczerbiński – Eddy
- Tomasz Steciuk – Igg
- Grzegorz Małecki – Budd
- Henryk Talar – Mayrus
- Małgorzata Zajączkowska – Pani Beady
- Andrzej Blumenfeld – Kogut
- Brygida Turowska – Bessy
- Anna Apostolakis – Etta
- Adam Krylik – Suseł

oraz
- Hanna Kinder-Kiss
- Beata Łuczak
- Małgorzata Lalowska
- Małgorzata Olszewska
- Małgosia Steczkowska
- Paweł Szczesny
- Andrzej Chudy
- Janusz Wituch
- Cezary Nowak
- Marek Bocianiak
- Klaudiusz Kaufmann

Śpiewali: Katarzyna Łaska, Tomasz Steciuk, Adam Krylik, Maciej Molęda, Piotr Gogol, Jakub Szydłowski
II wersja dubbingu

Wersja polska: na zlecenie Telewizja Polsat SA – Start International Polska

Reżyseria: Elżbieta Kopocińska

Dialogi polskie oraz teksty piosenek: Tomasz Robaczewski

Realizator dźwięku: Kamil Kuźnik

Kierownictwo produkcji Elżbieta Araszkiewicz

W wersji polskiej wystąpili:
- Modest Ruciński – Otis
- Zbigniew Konopka – Ben
- Jarosław Boberek – Dug
- Grzegorz Drojewski – Eddy
- Janusz Wituch – Freddy
- Tomasz Steciuk – Pik
- Paweł Szczesny – Świnia
- Maciej Kowalik – Budd
- Leszek Zduń – Igg
- Waldemar Barwiński – Peck
- Barbara Kałużna – Daisy
- Jan Kulczycki – Farmer
- Agnieszka Kunikowska – Etta
- Miłogost Reczek – Mayrus
- Anna Sroka – Bessy
- Joanna Węgrzynowska – Pani Beady

oraz
- Dorota Ignatiew
- Elżbieta Kopocińska
- Małgorzata Sadowska
- Brygida Turowska-Szymczak
- Dariusz Błażejewski
- Mikołaj Klimek
- Cezary Kwieciński
- Krzysztof Szczerbiński
- Robert Tondera
- Łukasz Węgrzynowski
- Justyna Bojczuk
- Grzegorz Pawlak